# Milton Wolff
Milton Wolff (* 7. Oktober 1915 in Brooklyn, New York; † 14. Januar 2008 in Berkeley, Kalifornien), genannt El Lobo, war Kommandant im spanischen Bürgerkrieg und in seinen späteren Lebensjahren Friedensaktivist und Buchautor. Wolff war der letzte Kommandant der Abraham-Lincoln-Brigade, in der die nordamerikanischen Freiwilligen der internationalen Brigaden in Spanien kämpften.

## Biografie

### Jugend
Wolff ist der Sohn einer Familie jüdischer Immigranten aus der Arbeiterschicht. In jugendlichem Alter schließt er sich dem kommunistischen Jugendverband Young Communist League an und wird während der Großen Depression Mitglied der kommunistischen Partei der USA.

### Kriegsjahre
Von seiner Einstellung her ursprünglich pazifistisch, entschließt er sich nach der Niederlage der internationalen Brigaden in der Schlacht am Jarama, am spanischen Bürgerkrieg teilzunehmen. Im März 1937 kommt er in Spanien an. Er nimmt an der Schlacht von Brunete und den Kämpfen um Madrid teil. Als in der Aragonoffensive die beiden Führungsoffiziere David Doran und Robert Hale Merriman ihr Leben einbüßen, wird Wolff Kommandant der Abraham-Lincoln-Brigade.
Ernest Hemingway beschreibt ihn in verschiedenen Berichten von der Front, und der Fotograf Robert Capa hält ihn in mehreren bekannten Porträtaufnahmen im Bild fest. Eine Anekdote erzählt, dass Hemingway über den jungen New Yorker pikiert ist, weil letzterer ihn nicht als berühmten Schriftsteller erkennt, sondern von einer kurzen Begegnung her, bei der Wolff ihm die weibliche Abendbekanntschaft ausspannt. Dessen ungeachtet beschreibt Hemingway ihn als

“..23 years old, tall as Lincoln, gaunt as Lincoln, and as brave and as good a soldier as any that commanded battalions at Gettysburg. He is alive and unhit by the same hazard that leaves one tall palm tree standing where a hurricane has passed.”

„23 Jahre alt, groß wie Lincoln, hager wie Lincoln, und so tapfer und gut wie jeder Bataillonskommandant bei Gettysburg. Er lebt und ist unverletzt kraft desselben Zufalls, der eine einzelne hohe Palme dort stehen ließ, wo ein Hurrikan durchzog.“

Zu Beginn des Zweiten Weltkrieges schließt Wolff sich dem britischen Geheimdienst SOE an. Er rekrutiert ehemalige Kämpfer der internationalen Brigaden für Kommandoaktionen hinter den deutschen Linien. Manchen in der amerikanischen Armee sind diese „Lincoln“-Kämpfer suspekt, weil sie sie für unreif und subversiv halten. Er muss sogar darum streiten, dass man ihn an der Front kämpfen lässt. Er nimmt schließlich an den Kämpfen in Birma und in Italien teil.
Ende 1944 hält er sich in Frankreich auf. Dort trifft er sich mit Gegnern des Regimes von Francisco Franco, die eine Invasion Spaniens planen. Als er versucht, Waffen und Munition für seine antifaschistischen Gefährten beiseitezuschaffen, hindern ihn seine Vorgesetzten daran, diesen Plan in die Tat umzusetzen.

### Spätere Lebensjahre
Der Kampf gegen das, was er als Ungerechtigkeit empfindet, wird ihm zur Lebensaufgabe. Vor dem Komitee für unamerikanische Umtriebe tritt er auf, um zu verhindern, dass die Vereinigung der Veteranen der Abraham-Lincoln-Brigade (VALB) als kommunistische Organisation geächtet wird. Er rechtfertigt seine Teilnahme am Bürgerkrieg mit seiner Herkunft: „I am Jewish, and knowing that as a Jew we are the first to suffer when fascism does come, I went to Spain to fight against it.“ (deutsch: Ich bin Jude und weil ich als Jude weiß, dass wir als erste leiden müssen, wenn der Faschismus kommt, bin ich nach Spanien gegangen, um dagegen zu kämpfen)
Er publiziert Manifeste gegen den Vietnamkrieg. Er nimmt Stellung gegen die Aktionen der Regierung von Richard Nixon gegen die Sandinisten in Nicaragua. Während jenes Konfliktes sammelt er gemeinsam mit anderen Lincoln-Veteranen Spenden und finanziert damit rund ein Dutzend Ambulanzen in Nicaragua. Auch gegen den Irakkrieg engagiert er sich öffentlich.
Nach dem Tod von Franco kehrt er oft nach Spanien zurück, das ihm zu einer zweiten Heimat wird.
In zwei autobiografischen Erzählungen beschreibt er seine Jugend in New York und seine Erfahrungen als Kommunist und Bürgerkriegskämpfer.

### Familie
Wolff war verheiratet mit und geschieden von Anne Gondos.
Später heiratete er Frieda Irene Salzman, die vor ihm verstarb.
Aus seiner ersten Ehe gingen eine Tochter und ein Sohn, beide noch lebend, hervor. Des Weiteren überlebten ihn vier Enkel und neun Urenkel.

## Literarische Werke von Milton Wolff
- Member of the Working Class, iUniverse, 2005, ISBN 978-0-595-37267-6
- Another Hill, An Autobiographical Novel, University of Illinois Press, Neuauflage 2001, ISBN 978-0-252-06983-3